# NGC 7169
NGC 7169 é uma galáxia elíptica (E/SB0) localizada na direcção da constelação de Grus. Possui uma declinação de -47° 41' 51" e uma ascensão recta de 22 horas, 02 minutos e 48,7 segundos.
A galáxia NGC 7169 foi descoberta em 30 de Setembro de 1834 por John Herschel.